# Consultationes Zacchaei et Apollonii
A Consultationes Zacchaei et Apollonii ókeresztény irat, apologetikus írás, amely az ortodox hitet védelmezi az ariánus eretnekséggel szemben[forrás?]. Szerzőjét nem ismerjük, maga az irat feltehetően 411 után keletkezett Afrikában.